# 白雲 (吹雪型駆逐艦)
白雲（しらくも）は、日本海軍の駆逐艦。吹雪型駆逐艦の8番艦。日本海軍の艦船名としては、日露戦争直前にイギリスで建造された白雲型駆逐艦「白雲」に続いて2隻目。

## 概要
駆逐艦白雲（しらくも）は、日本海軍の駆逐艦。吹雪型駆逐艦の8番艦。吹雪型の5番艦から8番艦までは艦名に「雲」が含まれるため、雲級（くもクラス）と呼称されることもある。1928年（昭和3年）7月28日の竣工時は第42号駆逐艦だったが、8月1日に「白雲」と改名された。
太平洋戦争開戦時、引き続き第三水雷戦隊麾下の第12駆逐隊に所属し、南方作戦にともなうマレー作戦や蘭印作戦に従事した。1942年（昭和17年）3月1日、バタビア沖海戦に参加した。3月10日に第12駆逐隊が解隊され、「白雲」は第20駆逐隊に編入された。20駆はベンガル湾機動作戦、ミッドウェー作戦に従事した。7月中旬以降、B作戦に従事した。
連合軍のソロモン諸島反攻作戦開始にともないB作戦は中止され、三水戦もガダルカナル島攻防戦に投入される。同年8月28日、第20駆逐隊は川口支隊先遣隊をガダルカナル島へ輸送中、ヘンダーソン飛行場より飛来したSBD ドーントレス（空母エンタープライズ所属機）の空襲を受けて「白雲」は損傷した。第20駆逐隊は10月1日に解隊され、「白雲」は警備駆逐艦となった。「白雲」は呉や大阪で修理をおこなう。
1943年（昭和18年）4月1日、「白雲」は第9駆逐隊に編入され、駆逐艦3隻（朝雲、白雲、薄雲）となって第五艦隊隷下の第一水雷戦隊に所属した。6月6日深夜、「白雲」は駆逐艦「沼風」と衝突し、艦首部を損傷した。大湊や函館で修理した後は、千島列島や北海道周辺での哨戒や船団護衛任務に従事した。1944年（昭和19年）3月16日、第9駆逐隊は陸軍輸送船4隻を護衛中、釧路沖の太平洋で米潜水艦トートグに襲撃される。魚雷攻撃により「白雲」は沈没、全乗組員が戦死した。

## 艦歴

### 太平洋戦争まで
1926年（大正15年）9月29日、藤永田造船所で建造予定の駆逐艦に第四十二号駆逐艦の艦名が与えられる。第42号駆逐艦は藤永田造船所で10月27日に起工。1927年（昭和2年）12月27日に進水した。1928年（昭和3年）7月28日、竣工した。8月1日付で「白雲」と改名され、新編の第12駆逐隊（白雲、薄雲、東雲）に所属した。12月1日、第12駆逐隊は第二艦隊第二水雷戦隊に編入された。
1935年（昭和10年）4月、満州国皇帝の溥儀が練習戦艦「比叡」を御召艦として来日することになり、第12駆逐隊（叢雲、薄雲、白雲）は「比叡」（艦長井上成美大佐）の供奉艦に指定された。第12駆逐隊は御召艦を護衛して、日本と中国大陸を往復した。任務期間中に座礁事故を起こしたが損傷軽微だったので、「比叡」の協力を得て応急修理をおこない、御召艦護衛には支障をきたさなかった。9月26日、第12駆逐隊は三陸沖で台風により多数の艦が損傷する第四艦隊事件に遭遇し、「白雲」は魚雷格納庫などに軽微な損傷を受けた。
1936年（昭和11年）2月5日、海軍兵学校64期生乗艦実習のため、軽巡洋艦「大井」と共に関門海峡を航行していた。午前11時すぎ、「白雲」（艦長安武史郎少佐）は彦島沖合いで汽船「天山丸」（大連汽船、2,755トン）と衝突した。「大井」の支援も受けて応急処置に努めたが、損傷は意外に大きく、入渠修理を余儀なくされた。
1940年（昭和15年）5月1日、日本海軍は軽巡洋艦「川内」および第12駆逐隊（叢雲、東雲、薄雲、白雲）と第20駆逐隊（天霧、朝霧、夕霧、狭霧）により第三水雷戦隊を新編した（第一艦隊所属）。同年7月以降、第三水雷戦隊は第二遣支艦隊（司令長官高須四郎中将） に編入され、中国大陸へ進出する。日中戦争における華中での沿岸作戦、北部仏印進駐作戦などに参加した。同年11月15日、白雲駆逐艦長は前川新一郎中佐から人見豊治中佐に交代した。
1941年（昭和16年）9月12日に内示された昭和17年度海軍戦時編制によれば、駆逐艦「白雲」は姉妹艦「薄雲」と第51駆逐隊を編制する。さらに第51駆逐隊（薄雲、白雲）は空母「赤城」および「加賀」と共に第五航空戦隊を編制する予定とされた。しかし太平洋戦争の勃発により本編制は実現せず、第51駆逐隊（薄雲、白雲）が大型空母2隻と行動する事はなかった。

### 太平洋戦争開戦～1942年中盤まで
太平洋戦争開戦時、第12駆逐隊（白雲、叢雲、東雲）は引き続き第一艦隊隷下の第三水雷戦隊（司令官：橋本信太郎少将）に所属していた。三水戦は馬来部隊に所属し、南方作戦にともなうマレー作戦に従事した。
12月17日、12駆僚艦「東雲」がボルネオ島攻略作戦で空襲により沈没、翌年1月15日に12駆から除かれた。12駆（白雲、叢雲）は引き続き馬來部隊としてシンガポール周辺掃蕩戦や蘭印作戦に従事し、1942年（昭和17年）3月1日にはバタビア沖海戦に参加する。重巡「三隈」と「最上」を含む馬來部隊からの派遣部隊は第五水雷戦隊と協力し、米重巡洋艦ヒューストン (USS Houston, CA-30) 、オーストラリア軽巡パース (HMAS Perth, D29) 、オランダ駆逐艦エヴェルトセン (Hr.Ms. Evertsen) を撃沈した。
3月10日、第12駆逐隊は解隊された。「叢雲」は第11駆逐隊に、「白雲」は第20駆逐隊に編入された。第20駆逐隊（朝霧、天霧、夕霧、白雲）を含め馬來部隊はスマトラ島攻略作戦と、アンダマン・ニコバル諸島攻略作戦、ビルマ輸送作戦等を実施した。
3月下旬、小沢中将は臨時部隊を編制し、ベンガル湾で独自の作戦を行う方針を示した（ベンガル湾機動作戦）。馬來部隊は5分割され、北方隊は第七戦隊司令官栗田健男少将の指揮する重巡「熊野」と「鈴谷」および駆逐艦「白雲」であった。4月1日、馬來部隊機動部隊はメルギーから出撃する。北方隊は輸送船8隻を撃沈した。
4月10日、第二段作戦第一期兵力部署の発動により馬來部隊に派遣されていた部隊や艦艇は小沢長官の指揮下を離れ、三水戦も内地にもどった。5月下旬から6月上旬のミッドウェー作戦における第三水雷戦隊は、連合艦隊司令長官山本五十六大将と第一艦隊司令長官高須四郎中将の戦艦部隊を護衛した。この頃、舞鶴海軍工廠では夕雲型駆逐艦「巻波」を建造していた。6月30日、白雲駆逐艦長人見豊治中佐は巻波艤装員長に任命される。後任の白雲艦長は佐藤重吉少佐であった。ミッドウェー海戦の敗北後、第七戦隊や第三水雷戦隊は7月下旬のインド洋方面通商破壊作戦（B作戦）に転用された。

### 1942年中盤以降の行動
連合軍は1942年（昭和17年）8月7日にガダルカナル島とフロリダ諸島に上陸し、ガダルカナル島の戦いが始まった。連合艦隊はB作戦を中止し、南東方面部隊を編成した。大本営（陸軍部、海軍部）と現地陸海軍（第十一航空艦隊、第八艦隊、第十七軍）は各種状況を検討し、グアム島所在の一木支隊と、パラオ諸島所在の歩兵第35旅団（川口支隊）および海軍陸戦隊をガ島奪回のため投入することにした。三水戦は、川口支隊の輸送船の護衛を命じられた。
B作戦のためマレー半島メルギーに進出していた各部隊（第七戦隊、三水戦、第2駆逐隊、第15駆逐隊、タンカー2隻）は、作戦中止によりトラック泊地に向け移動を開始した。スラウェシ島やミンダナオ島を経由してトラック泊地にむかった。8月19日午後2時、外南洋部隊指揮官（第八艦隊司令長官三川軍一海軍中将）は、川口支隊輸送船のガ島輸送と護衛を三水戦がおこなうよう下令した。
ガダルカナル島ではアメリカ海兵隊がヘンダーソン飛行場基地の整備を急いでおり、8月20日に急降下爆撃機と戦闘機がヘンダーソン飛行場に進出した。ガ島に上陸した一木支隊先遣隊（約900名）は飛行場奪回を目指したが、イル川渡河戦で全滅状態となり一木清直大佐も戦死した。8月24日の第二次ソロモン海戦で日本海軍機動部隊は米軍機動部隊の撃滅に失敗し、連合軍はヘンダーソン基地を拠点に同島周辺の制空権を握っていた。また第二次ソロモン海戦で損傷した空母エンタープライズ (USS Enterprise, CV-6) から、第6爆撃飛行隊のSBD 3機と、第5偵察飛行隊のSBD 8機が、ヘンダーソン飛行場に派遣された。この混成部隊は「フライト300」と呼ばれた。
一方、三水戦（川内、夕霧、朝霧、天霧、白雲）は8月23日トラック泊地に到着した。歩兵第35旅団長川口清健陸軍少将が率いる川口支隊約5,000名を乗せた輸送船2隻（佐渡丸、浅香丸）は、既にトラック泊地に到着していた。24日、三水戦（川内、第20駆逐隊）は川口支隊輸送船2隻を護衛し、トラック泊地を出発した。だが25日、ガダルカナル島へ向かった第二水雷戦隊（司令官田中頼三少将）と輸送船団が、ヘンダーソン基地のSBD ドーントレスとエスピリトゥサント島のB-17重爆から攻撃される。駆逐艦「睦月」と輸送船「金龍丸」が沈没し、軽巡「神通」も中破、一木支隊第二梯団と海軍陸戦隊の揚陸を断念する事態となっていた。連合艦隊は一木支隊第二梯団のガ島直行を中止し、軽快艦艇によるガ島急速輸送「鼠輸送」の実施を決定した。
8月26日午前7時50分、南東方面部隊指揮官（十一航艦長官）は三水戦にガ島直行中止と、川口支隊一個大隊の27日夜ガ島揚陸を命じた。また外南洋部隊および同部隊増援部隊（指揮官：第二水雷戦隊司令官田中頼三海軍少将）にも鼠輸送と27日夜ガ島揚陸を命じた。南東方面部隊の命令をうけた三水戦と川口支隊は協議をおこなう。26日夜半に洋上（北緯1度5分 東経156度35分 / 北緯1.083度 東経156.583度）で陸兵一個大隊約600名を輸送船から第20駆逐隊に移乗させ、軽巡「川内」（第三水雷戦隊旗艦）が輸送船2隻を護衛してラバウルに送り、高速の駆逐艦4隻は27日夜にガ島揚陸をおこなう事になった。
8月27日朝、第20駆逐隊は飛行艇に触接された。外南洋部隊指揮官（第八艦隊長官）は日本軍基地航空隊（第十一航空艦隊）のヘンダーソン基地空襲が不徹底と判断しており「川口支隊の揚陸を28日夜に変更し、第20駆逐隊はブーゲンビル島ショートランド泊地に寄港、第24駆逐隊司令村上暢之助大佐の駆逐艦3隻と合同せよ」と下令した。この時、第20駆逐隊はサンタイサベル島北方沖まで移動しており、ショートランド泊地に寄港すると燃料が不足する状態だった。そのため第20駆逐隊司令山田雄二大佐は、イサベル島北側で適宜待機し、28日午後にフロリダ諸島周辺で合流する方針を伝えた。
8月28日午前6時、第24駆逐隊司令指揮下の輸送隊（海風、江風、磯風）と、第六戦隊司令官五藤存知少将が指揮する重巡「青葉」と「古鷹」はショートランド泊地を出撃した。第20駆逐隊は、フロリダ諸島沖で第24駆逐隊と合流すべく南下を開始した。燃料不足のため低速で行動を開始したが、これが敵機の空襲を受ける要因となった。
午前8時、第24駆逐隊司令は第20駆逐隊に対し、ガ島での揚陸方法を下令した。直後の午前8時20分、第20駆逐隊はB-17に触接される。午後2時30分、イサベル島東海上のラモス島付近でヘンダーソン飛行場から飛来したSBDドーントレス（米軍の記録では11機）の攻撃を受けた。ドーントレス1機撃墜と引き換えに、第20駆逐隊は大損害をうける。「白雲」は軽負傷2名だったが機関室浸水により航行不能に陥った。また「朝霧」が沈没、「夕霧」も至近弾で損傷し、山田司令らが戦死した。第20駆逐隊の苦境は青葉偵察機も報告している。アメリカ側の記録では、「朝霧」を撃沈して「白雲」を撃破したのはフライト300（エンタープライズ混成部隊）、「夕霧」に損傷を与えたのは海兵隊機であったという。
大損害をうけた第20駆逐隊はガ島揚陸を断念した。「白雲」は「天霧」に曳航され、「夕霧」と共にイサベル島北側からショートランドへ向かった。救援の駆逐艦「陽炎」（二水戦、第15駆逐隊）は8月29日昼に第20駆逐隊と合流し、30日朝に4隻でショートランド泊地に到着した。この状況を受けて、第24駆逐隊司令は指揮下3隻（海風、江風、磯風）のガ島行を中止した。輸送作戦は失敗し、当時の連合艦隊参謀長宇垣纏少将は陣中日誌『戦藻録』に「　別働隊たる二十四駆逐隊は敵に発見せらるる所なかりしも、右報に依り引返し、第八艦隊は強行を下令、又之を取消す等の挙に出で茲に鼠上陸の第一日は見事に失敗せり。如何にするとも此敵機を壊滅するに非ざれば目的を達し難し　」と記述した。連合艦隊は第20駆逐隊の陸兵を健在の「陽炎」と「天霧」に移すよう命令していたので、外南洋部隊指揮官は敷設艦「津軽」に「白雲」曳航を命じた。このあと損傷艦はトラック泊地での応急修理と内地回航を下令された。
10月1日、第20駆逐隊は解隊された。「白雲」と「夕霧」は共に呉鎮守府警備駆逐艦となり、呉鎮守府部隊に編入される。2隻は修理のため日本に戻ることになった。10月7日、軽巡洋艦「神通」と駆逐艦「白雲」は入泊した。翌8日、呉軍港に到着した。「白雲」の修理は呉海軍工廠と、藤永田造船所で行われた。この頃、藤永田造船所では夕雲型駆逐艦「大波」を建造していた。11月15日、平山敏夫少佐は白雲駆逐艦長と大波艤装員長の兼務を命じられた。11月23日、大波艤装員事務所は事務を開始する。
12月20日、吉川潔中佐が大波艤装員長に任命される。平山少佐（白雲駆逐艦長、大波艤装員長）は兼務を解かれた。
なお『戦史叢書83巻』200-202ページでは『 1942年10月11日-12日のサボ島沖海戦に「白雲」が参加し、輸送隊の「夏雲」が沈没したあと、「白雲」と「朝雲」が「叢雲」の救援と処分を行った 』としている。このうち「白雲」は修理が必要な状態であり、実際にサボ島沖海戦に参加したのは「白雪」であった。「白雲」と「叢雲」は吹雪型駆逐艦、「朝雲」と「夏雲」は朝潮型駆逐艦である。さらに「白雲」と「白雪」は字体が似ている。

### 1943年の行動
1943年（昭和18年）3月上旬、修理を終えた「白雲」は訓練に従事した。4月1日、駆逐艦「白雲」と「薄雲」は第9駆逐隊に編入され、9駆は3隻編制（朝雲、薄雲、白雲）となった。
第9駆逐隊は北方部隊に編入され、戦時編制の改定により第一水雷戦隊（軽巡阿武隈、軽巡「木曾」、第6駆逐隊、第9駆逐隊、第21駆逐隊）となった。当時の第9駆逐隊司令は、小西要人大佐であった。「白雲」は呉から横須賀に移動したあと、重巡洋艦「摩耶」を護衛して北方に向かった。青森県大湊からは3隻（摩耶、白雲、若葉）で幌筵島に向かった。この頃、ガダルカナル島攻防戦やニューギニア方面輸送作戦で最前線を奔走してきた「朝雲」は、5月下旬まで横須賀で修理と整備をおこなった。「朝雲」の修理が完了して北方に進出するまで、「薄雲」や「白雲」が臨時の司令駆逐艦となった。
5月11日1400、護衛隊（木曾、白雲、若葉）は特設水上機母艦「君川丸」を護衛し、千島列島北東端の幌筵島を出撃してアッツ島へむかった。5月12日午前0時、「白雲」は解列して幌筵にむかった。同12日午前10日、アメリカ軍はアッツ島に上陸を開始、アッツ島の戦いが始まった。連合国軍のアッツ島来襲時、幌筵在泊の大型艦は第五艦隊旗艦「摩耶」しかいなかった。北方部隊指揮官（第五艦隊司令長官）は修理中や移動中の各艦を幌筵に進出させるとともに、君川丸水偵による空襲、現有水上兵力による敵撃滅を試みた。同12日2000、「摩耶」は「白雲」を率いて幌筵を出撃した。だが悪天候と濃霧により護衛隊と会合できず、君川丸の水偵も発進できず、14日朝になり各部隊の幌筵帰投を命じた。ちょうど重巡「那智」と駆逐艦「初霜」が幌筵に到着したので、第五艦隊旗艦は「那智」に戻った。
連合艦隊からの増援部隊が加わり、5月15日時点の「白雲」は軍隊区分において北方部隊の水雷部隊に所属していた。
20日、北方部隊はアッツ島を包囲する米艦隊を奇襲すると共に、第1駆逐隊（神風、沼風）によるアッツ島輸送を発令したが、出撃は延期された。「神風」と「沼風」は弾薬や糧食を満載し、ウェーク島攻略戦における第32号哨戒艇と第33号哨戒艇のように、アッツ島に擱坐揚陸する予定であったという。
5月25日、北方部隊の軍隊区分が変更され、「白雲」は第一水雷戦隊司令官が指揮する前衛部隊に所属した。北方部隊は、前衛部隊によるアッツ島緊急輸送作戦を命じた。同25日夕刻、前衛部隊は幌筵海峡を出撃してアッツ島へむかった。だが悪天候のため、旧式駆逐艦の航行は困難であった。一水戦司令官は28日0145に第1駆逐隊の幌筵帰投を命じる。5月29日、アッツ島守備隊は守備隊長山崎保代陸軍大佐を含め玉砕した。前衛部隊は洋上で玉砕電を受信し、幌筵に帰投した。
アッツ島玉砕後の6月6日、幌筵島泊地に停泊中の第一水雷戦隊旗艦「阿武隈」において、一水戦司令官森友一少将が脳溢血で倒れた。同6日夜、カムチャッカ半島ロパートカ岬南方海面で行動中の第1駆逐隊（神風、沼風）が対潜攻撃をおこない、「白雲」と「薄雲」が支援に向かった。同日深夜、「白雲」は「沼風」と衝突した。「沼風」は大破した。「白雲」も艦首一部切断の損傷を受けた。乗組員に異常はなかった。両艦は応急修理で自力航行が可能となり、「白雲」は「朝雲」に、「沼風」は「若葉」に護衛されて幌筵島に帰投した。
翌7日朝、「阿武隈」は森少将を大湊警備府に移送するため幌筵を出発した。「白雲」は幌筵に戻ってきており、「阿武隈」や「五月雨」など在泊艦艇からは「白雲」の損傷具合がよく見えたという。「白雲」は在泊の重巡洋艦に接舷して修理を行った。6月12日、第五戦隊は北方部隊からのぞかれ、「白雲」も北方部隊・水雷部隊から除かれた。同日、第五戦隊と共に幌筵を出発し、「白雲」のみ大湊へ移動した。続いて大湊から函館港に回航され、本格的な修理に入った。このため第9駆逐隊の「朝雲」と「薄雲」が参加したキスカ島撤退作戦には加わっていない。
「白雲」が函館市で修理中の同年8月5日、日本海軍は第十二航空艦隊と第五艦隊により北東方面艦隊を新編した。第五艦隊麾下の各部隊・各艦は「北東方面部隊」として、引き続き千島列島や北海道周辺での作戦に従事する。
この頃、舞鶴海軍工廠で満潮型駆逐艦「霞」の修理が完成し、9月1日付で第9駆逐隊に編入された。9月21日、「白雲」の修理が終わる。大湊と小樽を経由して幌筵に進出した。第9駆逐隊（朝雲、霞、薄雲、白雲）は幌筵海峡を拠点に行動した。
10月31日、「朝雲」は第10駆逐隊に転出した。9駆は3隻編制（霞、薄雲、白雲）となった。
司令駆逐艦は「霞」に変更される。11月になると「薄雲」と「白雲」は修理と整備を行うことになった。「薄雲」は呉工廠に移動し、「白雲」は大湊に残った。防凍工事や応急舵などの整備をおこなう。12月末まで「白雲」は大湊で修理と整備をおこなった。

### 1944年の行動
1944年（昭和19年）1月1日、「白雲」はタンカー「帝洋丸」を護衛して占守島片岡湾に進出した。7日、2隻は幌筵海峡を出発する。流氷の危機を脱したが、「白雲」は若干の浸水被害を受けた。
「帝洋丸」を室蘭まで護衛したあと、「白雲」は横須賀軍港に帰投した。その後は横須賀で修理と工事をおこなう。
この頃、藤永田造船所では夕雲型駆逐艦「秋霜」を建造していた。1月22日、平山敏夫（白雲駆逐艦長）は秋霜艤装員長に任命される。
同時期、橋本正雄少佐は1月1日付で第7駆逐隊所属の駆逐艦「漣」艦長に任命されていたが、「漣」は中部太平洋方面輸送作戦従事中の1月14日、米潜水艦アルバコア (USS Albacore, SS-218) に撃沈された。秋霜艤装員長に任命された平山少佐の後任として、橋本正雄少佐は白雲駆逐艦長に任命された。
2月上旬、「白雲」は重巡「高雄」等と共に空母「雲鷹」の救援に協力した。7日、大湊に到着する。第9駆逐隊（霞、白雲、薄雲）が揃い、訓練をおこなった。2月末、幌筵へ進出した。3月1日、第9駆逐隊に駆逐艦「不知火」が編入された。この時点の「不知火」は輸送船団を護衛しながら内地に向け航行中であり、「白雲」と合流することはなかった。
戦前の宣伝とは裏腹に、日本海軍の対潜兵器と対潜戦術は問題を抱えていた。3月15日、第9駆逐隊3隻（霞、白雲、薄雲）は輸送船4隻（山菊丸、慶安丸、梅川丸、日連丸）を護衛して北海道から千島列島の得撫島に向かった。対潜警報により釧路港に避難したあと、3月16日午後4時に釧路を出発した。日没後、「白雲」は「日連丸」から誤射された模様で、灯火を点じて敵味方を確認させた。
同日午後11時35分、北海道愛冠岬約60km沖でアメリカ潜水艦トートグ (USS Tautog, SS-199) が船団部隊を襲撃する。魚雷が命中し、「白雲」は轟沈した。「白雲」後方約500ｍにいた「霞」は白雲沈没現場で乗組員数名を認めたが、対潜行動と船団護衛続行のため救助活動を断念した。「白雲」では、橋本正雄艦長ら全乗員が戦死した。日本軍記録 北緯42度18分 東経145度11分 / 北緯42.300度 東経145.183度。米軍記録 北緯42度25分 東経144度55分 / 北緯42.417度 東経144.917度。トートグによる被害は白雲轟沈にとどまらず、「日蓮丸」も魚雷をうけて沈没した。「霞」が爆雷投下による対潜攻撃を行ったがトートグを撃沈できず、「薄雲」は船団を護衛して釧路に退避した。駆逐艦「神風」と「波風」が9駆司令の指揮下に入り、対潜掃蕩をおこなった。第一水雷戦隊司令官木村昌福少将は駆逐艦「初春」に将旗を掲げ、麾下駆逐艦と海防艦「国後」を率いて対潜掃蕩をおこなうが、戦果はなかった。
第一水雷戦隊の戦時日誌によると、3月13-15日に陸軍航空隊が北海道南方沖に米潜水艦数隻を発見しており、海軍への情報伝達の不備が「白雲」と「日連丸」喪失の一因と指摘している。当時、霞砲術長であった田上俊三によれば、「白雲」轟沈直後に海上に投げ出された生存者の「オーイ」「オーイ」と叫ぶ声が聞こえていたが、敵潜水艦が海域にいたことや船団の護衛任務があったため、「霞」は救助を行うことができなかった。一旦小樽に戻った「霞」は再び現場に戻ったが、生存者の姿は既に全くいなくなっていた。この時期の釧路沖の海水温は低く、途中で力尽きたものと思われる。
3月31日、白雲は除籍された。
同日付で第9駆逐隊は第18駆逐隊に改編された。残存3隻（薄雲、霞、不知火）は引き続き第18駆逐隊に所属した。

## 歴代艦長
※『艦長たちの軍艦史』271-273頁による。階級は就任時。

### 艤装員長
- 若木元次 中佐：1927年12月15日 -

### 艦長
- 若木元次 中佐：1928年7月28日 - 1929年11月30日
- 小林徹理 中佐：1929年11月30日 - 1930年11月15日
- 西村祥治 中佐：1930年11月15日 - 1931年11月2日
- 酒井一雄 少佐：1931年11月2日[308] - 1933年11月15日
- 岡野慶三郎 中佐：1933年11月15日 - 1934年11月15日
- 阪匡身 中佐：1934年11月15日 - 1935年11月21日
- 安武史郎 少佐：1935年11月21日 - 1936年12月1日
- 山隈和喜人 少佐：1936年12月1日 - 1937年7月15日[309]
- （兼）山本岩多 中佐：1937年7月15日 - 1937年10月20日[310]
- 山本皓 少佐：1937年10月20日[310] - 1937年12月1日[311]
- 小川莚喜 中佐：1937年12月1日 - 1939年11月20日[312]
- 前川新一郎 中佐：1939年11月20日 - 1940年11月15日[62]
- 人見豊治 中佐：1940年11月15日[62] - 1942年6月30日[89]
- 佐藤重吉 少佐/中佐：1942年6月30日[89] - 1942年11月15日[163]
- 平山敏夫 少佐：1942年11月15日（大波艤装員長兼務）[163] - 1942年12月20日（免大波艤装員長）[165] - 1944年1月22日[270]
- 橋本正雄 少佐：1944年1月22日[270] - 3月16日戦死